# 구천동로
구천동로(Gucheondong-ro)는 경상남도 거창군 무풍면 신풍령에서 무주군 설천면 라제통문삼거리까지 연결하는 도로이다.

## 주요 경유지
경상남도
- 거창군 (고제면)

전북특별자치도
- 무주군 (무풍면 - 설천면)

## 노선
| 이름              | 접속 노선                           | 소재지 | 소재지 | 비고 |
| ----------------- | ----------------------------------- | ------ | ------ | ---- |
| 신풍령            |                                     | 거창군 | 고제면 |      |
| 상오정삼거리      |                                     | 무주군 | 무풍면 |      |
| 상오정교          |                                     | 무주군 | 무풍면 |      |
| 삼공교            |                                     | 무주군 | 설천면 |      |
| 삼공삼거리        | 구천동1로                           | 무주군 | 설천면 |      |
| 구천교            |                                     | 무주군 | 설천면 |      |
| 리조트삼거리      | 만선로                              | 무주군 | 설천면 |      |
| 배방 교차로       | 치마재로 치마재1로                  | 무주군 | 설천면 |      |
| 마전재            |                                     | 무주군 | 설천면 |      |
| 라제통문삼거리    | 국도 제30호선 (무설로) (라제통문로) | 무주군 | 설천면 |      |
| 라제통문로와 직결 |                                     |        |        |      |

## 주요 건물 및 시설
- 구천동 휴게소 (전북특별자치도 무주군 무풍면 구천동로 407)
- 구천동 보건진료소 (전북특별자치도 무주군 설천면 구천동로 833)
- 무주구천동 우편우체국 (전북특별자치도 무주군 설천면 구천동로 845)
- GS25 무주군청점 (전북특별자치도 무주군 설천면 구천동로 892)
- 구천초등학교 (전북특별자치도 무주군 설천면 구천동로 898)
- CU 무주대로점 (전북특별자치도 무주군 설천면 구천동로 1081)
- 농협 구천동농협 하나로마트 리조트점 (전북특별자치도 무주군 설천면 구천동로 1093)
- CU 무주리조트사거리점 (전북특별자치도 무주군 설천면 구천동로 1081)